# 3610 Decampos
3610 Decampos è un asteroide della fascia principale. Scoperto nel 1981, presenta un'orbita caratterizzata da un semiasse maggiore pari a 2,1488082 UA e da un'eccentricità di 0,0467539, inclinata di 2,07722° rispetto all'eclittica.
L'asteroide è dedicato all'insegnante di astronomia e ricercatore di fotometria brasiliano Jose Adolfo Snajdauf de Campos.